# Alice Nielsen
Pour les articles homonymes, voir Nielsen.
Alice Nielsen, née le 7 juin 1872 à Nashville et morte le 8 mars 1943 à New York, est une chanteuse américaine. Soprano, elle chante à Broadway et après avoir mené une carrière à succès dans le music-hall, elle en réussit une seconde à l'opéra. 
Elle fonde sa propre troupe, l'Alice Nielsen Comic Opera Company, et joue le rôle titre dans plusieurs opérettes de Victor Herbert, dont certaines ont été créées pour elle. Après avoir travaillé le chant lyrique, elle se produit sur les plus grandes scènes de Londres, New York, et Boston.
Elle est programmée sur le circuit Chautauqua, dans une tournée en plein air de 120 villes. Elle enregistre soixante-dix morceaux entre 1898 et 1928, la plupart publiés par Victor et Columbia. Après un bref retour à Brodway, elle continue à chanter avec l'Orchestre symphonique de Boston puis dans des concerts occasionnels peu de temps encore avant sa mort.

## Biographie
Alice Nielsen naît le 7 juin 1872 à Nashville. Son père, Erasmus Nielsen, est un violoniste originaire d'Aarhus au Danemark. Sa mère, Sara Kilroy, est une musicienne originaire du Donegal en Irlande. Ils se sont rencontrés à South Bend, Indiana, où Kilroy étudie la musique à St. Mary's, qui fait maintenant partie de l'université de Notre-Dame-du-Lac. Nielsen est blessé pendant la guerre de Sécession, le couple déménage à Nashville, Tennessee, puis à Warrensburg, Missouri, quand Alice a deux ans. Son père meurt en 1879 et sa mère déménage à Kansas City avec ses quatre enfants.

## Début de carrière
Alice Nielsen parcourt le centre ville de Kansas City en chantant, elle est entendue, à l'extérieur du Kansas City Club (en), par le riche industriel de la viande, Jakob Dold qui l'invite à chanter à la fête d'anniversaire de sa fille. C'est un succès pour Nielsen. Dold l'envoi représenter le Missouri dans une comédie musicale, à la Maison-Blanche sous la présidence de Grover Cleveland. À son retour, elle participe pendant une saison, à une tournée régionale avec la troupe de Jules Grau. À la fin, Nielsen rejoint la chorale de l'église Saint-Patrick. En 1889, elle épouse, Benjamin Neutwig, l'organiste de l'église et ils ont un fils, Benjamin. Elle divorce en 1898 et elle part pour San Francisco sur le circuit de vaudeville, rejointe par Arthur Pryor (en), se produisant avec Burton Stanley and Pyke Opera. À San Francisco, elle devient soliste au St. Patrick's, chante au Wig-Wam et devient une star dans Satanella de  Balfe. En 1894, elle rejoint la Tivoli Opera Company, formée par Ida Valerga, Nielsen joue 150 rôles en deux ans. En 1895, Nielsen est embauchée par The Bostonians (en), une importante troupe d'opéra comique, qui l'emmène à New York où elle obtient une renommée nationale en 1896. À New York, elle devient l'élève de Frederick Bristol (en) et de Sarah Robinson-Duff,.

## Broadway

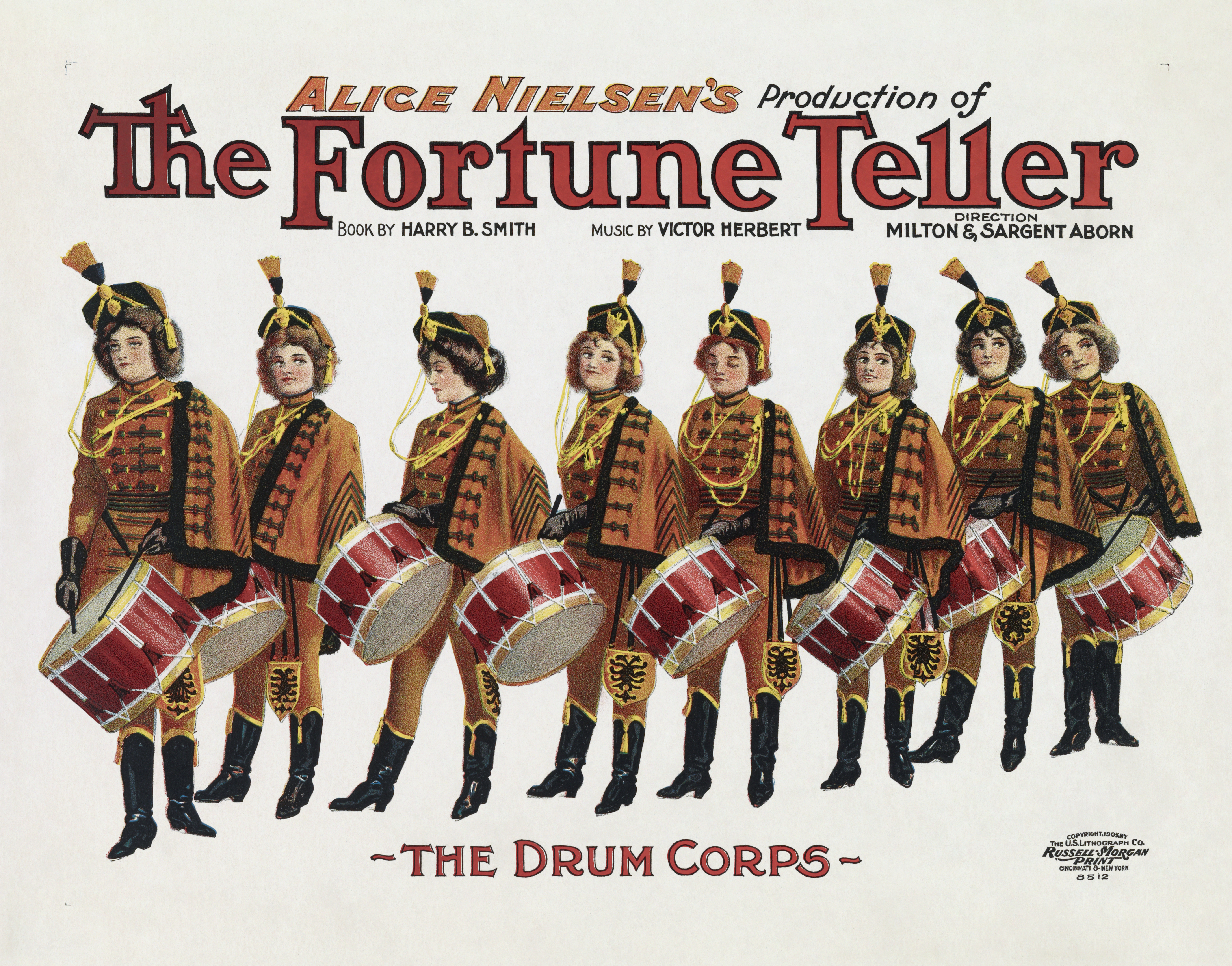
The Fortune Teller

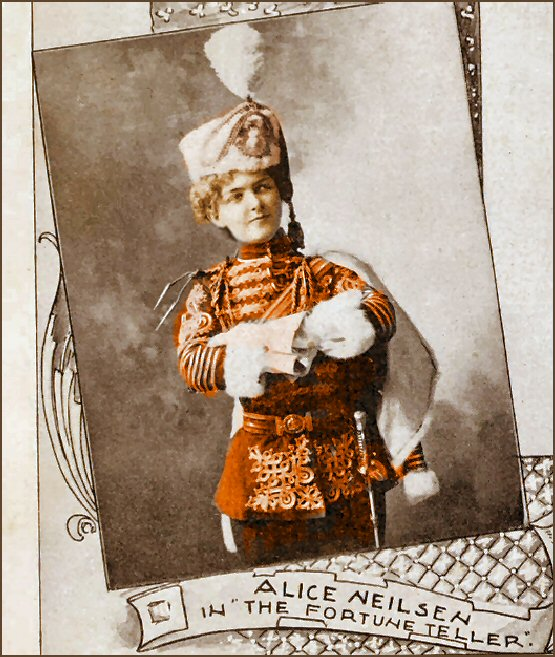
Alice Nielsen dans The Fortune Teller

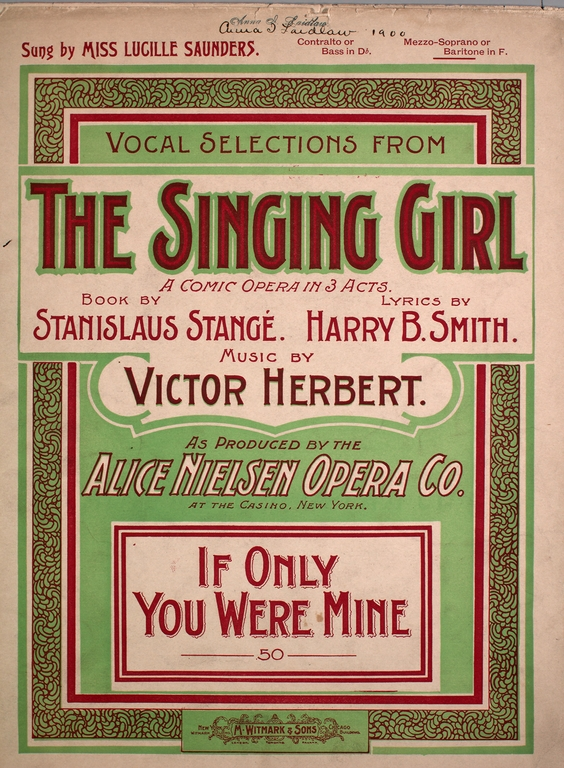
Partition de la comédie musicale The Singing Girl de Victor Herbert, livret de Stanislaus Stange, paroles de Harry B. Smith.

En 1897, Nielsen devient une star de Broadway dans le rôle principal de The Serenade (en) de Victor Herbert commanditée par The Bostonians. Il écrit sa sixième opérette pour Alice Nielsen et sa toute nouvelle troupe Alice Nielsen Opera Company. En 1899, elle apparaît dans la première mondiale de The Fortune Teller (en) de Victor Herbert, avec Marguerite Sylva comme partenaire, au Wallack's Theatre (en). C'est également l'année de la production de The Singing Girl, un opéra comique en trois actes également écrit pour elle.
Parcourant 40 000 milles par an en Amérique du Nord entre 1896 et 1901, ses spectacles font salle comble. En 1900, Alice Nielsen, âgée de 28 ans, est le plus gros succès au box-office américain. « Nous aimons notre Nielsen, et fiers qu'elle soit américaine », déclare la presse. Nielsen parcourt l'Amérique du Nord pendant trois ans avant d'aller à  Londres, en 1901,  pour jouer The Fortune Teller au Shaftesbury Theatre,. À la suite de conflits d'affaires, Nielsen abandonne sa troupe et part étudier le grand opéra à Rome entre 1900 et 1903, coachée dans le répertoire italien par Enrico Bevignani (en), qui avait entraîné la soprano suédoise Christine Nilsson.

## Opéra
Elle fait ses débuts en décembre 1903, au Teatro Bellini de Naples,.
En mai 1904, elle chante le rôle de Zerlina dans Don Giovanni  et Susanna dans Les Noces de Figaro au Royal Opera House à Covent Garden.
En octobre 1904, elle fait partie de la troupe napolitaine de San Carlo, qui est à l'époque une branche itinérante du Teatro San Carlo de Naples, dirigée par Henry Russell (en), avec Enrico Caruso et Antonio Scotti, invitée à Covent Garden pour une saison de six semaines,,. Elle chante le rôle de Gilda de Rigoletto.  Leur interprétation de La Bohème est considérée comme un chef-d'œuvre.
Au printemps 1905, Nielsen retourne à Covent Garden à Londres pour jouer dans plusieurs opéras de Mozart. Après la fin de la saison d'automne 1905 à Londres, la troupe de San Carlo devient entité distincte sous la direction de Russell, rompant ses liens avec l'opéra de Naples et déplaçant sa base à Boston. Nielsen retourne avec la troupe aux États-Unis. Elle fait ses débuts à New York dans Don Pasquale au Casino Theatre. Elle participe pendant plusieurs années aux tournées nord-américaines annuelles de la troupe et à ses représentations à Boston.
À l'été 1906, Nielsen rejoint Eleonora Duse et Emma Calvé dans un programme d'opéras en alternance pour l'inauguration du Waldorf Theater ouvert par The Shubert Organization, dans le West End de Londres. Un soir, Duse doit jouer Camille, le lendemain soir Nielsen doit chanter La Traviata. Cet automne-là, Nielsen fait une tournée en Amérique avec la San Carlo présentant des concerts mettant en vedette une version abrégée de Don Pasquale de Donizetti. Après des débuts difficiles à New York, elle obtient un succès au printemps à Chicago, San Francisco, Los Angeles et Dallas.
À l'hiver 1907, Nielsen retourne en Amérique avec Lillian Nordica, Florencio Constantino (en) et une troupe complète pour la saison du San Carlo au Théâtre de l'Opéra de La Nouvelle-Orléans (en). Au cours de leur tournée nord-américaine suivante, le groupe est considéré par les critiques comme supérieur à la troupe du Met en tournée, qui a précédé Nielsen à Los Angeles, Chicago et Boston. Leur saison à Chicago est parrainée par la Bryn Mawr Alumnae Association.
À la fin de la tournée, au Park Theatre de Boston en mars 1908, la San Carlo présente une semaine de grands opéras en nocturne mettant en vedette Nielsen et Constantino. Les interprétations de La Bohème et de Faust au Park Theatre créent une telle sensation que le mécène de Boston, Eben Jordan, propose de construire un nouvel opéra pour le directeur du San Carlo Henry Russell et sa troupe. Le plan est rapidement réalisé et la nouvelle troupe la Boston Opera Company, sous la direction de Russell, donne sa première représentation pour l'ouverture de l'Opéra de Boston (en), le 8 novembre 1909, avec une représentation de La Gioconda avec Nordica dans le rôle-titre. Nielsen et Nordica sont les deux principales sopranos de la troupe au cours des six années d'activité, de 1909 à 1915. 

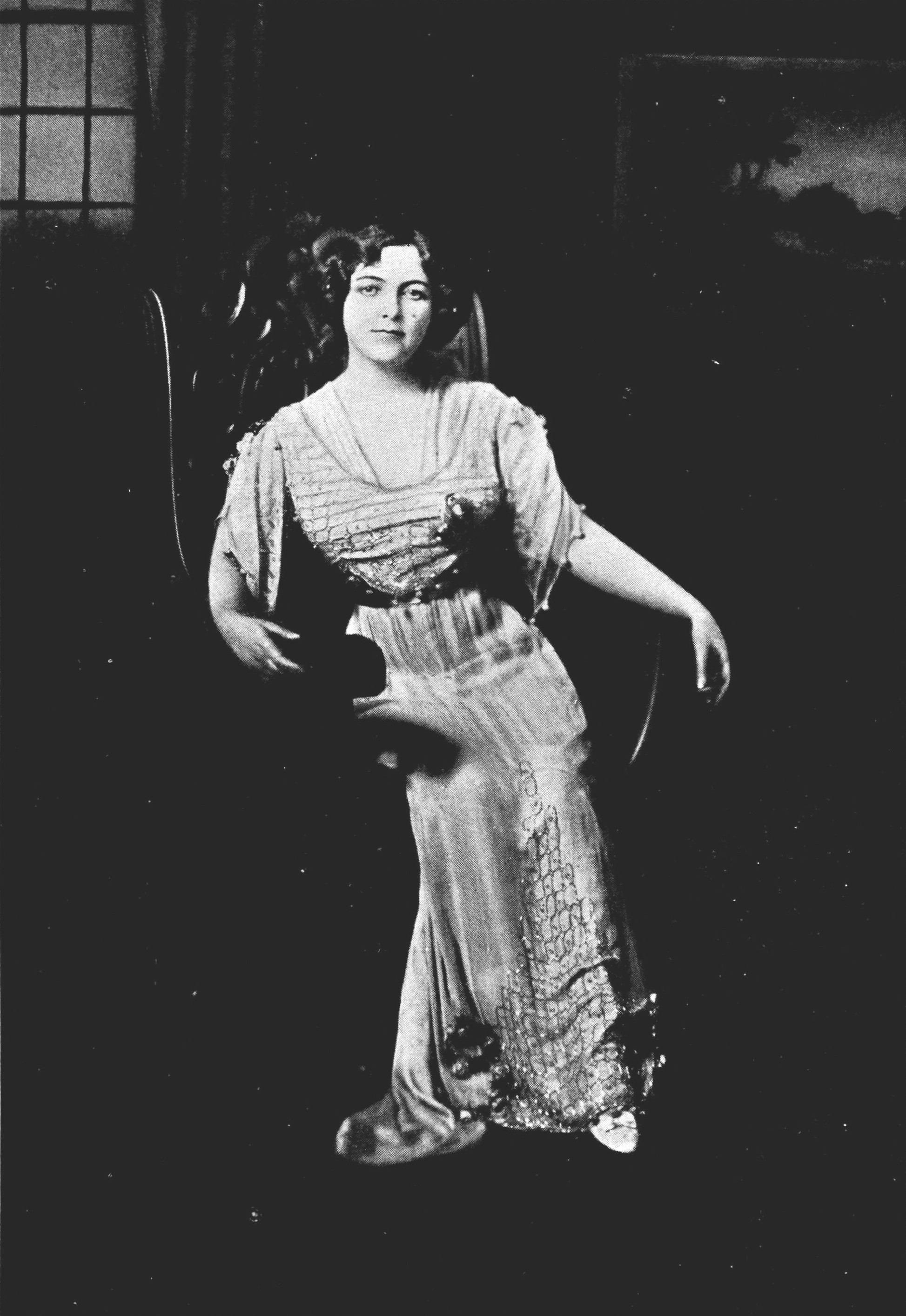
Alice Nielsen, la grande chanteuse d'opéra actuelle (photo Matzene), 1912

Elle chante Lia dans la première américaine de L'Enfant prodigue de Debussy, le 16 novembre 1910, sous la direction d'André Caplet, ; Chonita dans Le Sacrifice de Frederick Converse en mars 1911. Après six ans, l'Opéra de Boston ferme ses portes au milieu de la première Guerre mondiale. Le magnifique bâtiment, conçu par l'équipe qui a créé le Symphony Hall, était situé en face du Jordan Hall du Conservatoire de musique de la Nouvelle-Angleterre et a depuis été démoli,.
Elle fait également ses débuts au Metropolitan Opera en 1909 où elle chante Mimi et à l'Opéra de Montréal. Elle est engagée en 1910 par Andreas Dippel (en), directeur de l'Auditorium Theatre (en) de Chicago et du Metropolitan Opera House de Philadelphie,, qui produit aussi Loïe Fuller, Josef Urban et Anna Pavlova. En 1912, elle est de nouveau engagée au Met,.  Elle engagée pour la saison 1914-1915 par la Mozart Society de New York.

## Tournées
Après Boston, Harry Harrison du Redpath-Chicago programme Nielsen dans une tournée de 120 villes, le circuit Chautauqua,. Ces concerts en plein air ont lieu sous un grand chapiteau, se déplaçant de ville en ville en train. Le circuit va de la Floride à Chicago. Nielsen est l'artiste la mieux payée du circuit. La série d'une semaine de spectacles se termine dans chaque ville avec Alice Nielsen Day.
Au cours des années 1910, Nielsen chante dans des concerts avec John McCormack et d'autres artistes au Carnegie Hall et lors de tournées nationales. Nielsen chante en 4 langues et ses concerts associent des chansons et des aria d'opéra, ainsi que des chansons populaires celtiques et de salon. 

## Dernières années
Alice Nielsen est une artiste populaire pour les enregistrements dirigées par Arthur Pryor. Elle enregistre soixante-dix morceaux entre 1898 et 1928,, la plupart des disques sont publiés par Victor et Columbia. Son grand succès est Home, Sweet, Home, suivi de Un bel di, vedremo, Killarney et Last Rose of Summer. « Je n'ai chanté que les chansons que je voulais chanter », a-t-elle déclaré dans Colliers Magazine qui a publié son autobiographie Born To Sing, en 1932.
Elle fait un bref retour à Broadway en 1917 dans la comédie musicale Kitty Darlin de Rudolf Friml, d'après David Belasco,  sur des paroles de Pelham Grenville Wodehouse, qui est licencié trois semaines avant la première à New York.
Nielsen épouse le chirurgien LeRoy R. Stoddard, le 21 décembre 1917 à Greenwich (Connecticut), et déménage à Bedford (New York).
En 1920, le programme de tournées de Nielsen est plus léger. Elle apparait pour la dernière fois avec l'Orchestre symphonique de Boston à quatre occasions entre 1921 et 1923. Elle chante avec l'Alice Nielsen Company réunie au concert commémoratif de Victor Herbert organisé par l'ASCAP en 1925.
En 1929, elle divorce de Stoddard. Nielsen continue à chanter dans des concerts occasionnels peu de temps encore avant sa mort. Dans les dernières années, elle possède une maison à Far Rockaway, dans le Queens, près de son frère, qui est l'organiste paroissial de l'église St. Mary, Star of the Sea, à Lawrence, dans le comté de Nassau, où elle est inhumée,.

## Critiques
- Eleonora Duse - « Sa voix fait rêver et oublier les réalités de la vie. »
- San Francisco Chronicle — « Elle est chic et vive et remplie d'un magnétisme indéfinissable. »
- NY World - « Pour le moment, elle n'a pas de rivale dans son domaine. »
- NY Evening World — « La plus grande soprano lyrique d'Amérique. »
- Chicago Post - « Mlle Nielsen est une grande chanteuse et a clairement montré qu'elle a atteint la haute place qu'elle occupe dans le monde musical grâce à son pur mérite. »
- Courrier musical - « Il est difficile d'imaginer une Mimi plus parfaite que Miss Nielsen, qui chante avec une belle beauté lyrique d'une voix qui n'a son équivalent nulle part. »

### Discographie
- Enregistrements d'Alice Nielsen disponibles en téléchargement sur archive.org
- (en) Robert Johannesson, Artist N - Discographies of historical singers (lire en ligne), p. 22-24
- Alice Nielson dans Discography of American Historical Recordings
- Dall Wilson - 1900s superstars: Alice Nielsen, soprano. Irish song, YouTube